# Medalistki mistrzostw świata w łyżwiarstwie szybkim na dystansach
Poniższe tabele przedstawiają medalistki mistrzostw świata w łyżwiarstwie szybkim na dystansach w konkurencjach kobiet.

## Medaliści

### 500 m
| Rok                 | Złoto                     | Srebro                    | Brąz                           |
| Hamar 1996          | Swietłana Żurowa          | Kyoko Shimazaki           | Tomomi Okazaki                 |
| Warszawa 1997       | Xue Ruihong               | Sabine Völker             | Franziska Schenk               |
| Calgary 1998        | Catriona Le May Doan      | Swietłana Żurowa          | Tomomi Okazaki                 |
| Heerenveen 1999     | Catriona Le May Doan      | Swietłana Żurowa          | Tomomi Okazaki Marianne Timmer |
| Nagano 2000         | Monique Garbrecht         | Swietłana Żurowa          | Catriona Le May Doan           |
| Salt Lake City 2001 | Catriona Le May Doan      | Monique Garbrecht-Enfeldt | Swietłana Żurowa               |
| Berlin 2003         | Monique Garbrecht-Enfeldt | Wang Manli                | Anżalika Kaciuha               |
| Seul 2004           | Wang Manli                | Anżalika Kaciuha          | Ren Hui                        |
| Inzell 2005         | Wang Manli                | Wang Beixing              | Lee Sang-hwa                   |
| Salt Lake City 2007 | Jenny Wolf                | Wang Beixing              | Sayuri Ōsuga                   |
| Nagano 2008         | Jenny Wolf                | Wang Beixing              | Annette Gerritsen              |
| Richmond 2009       | Jenny Wolf                | Wang Beixing              | Lee Sang-hwa                   |
| Inzell 2011         | Jenny Wolf                | Lee Sang-hwa              | Wang Beixing                   |
| Heerenveen 2012     | Lee Sang-hwa              | Yu Jing                   | Thijsje Oenema                 |
| Soczi 2013          | Lee Sang-hwa              | Wang Beixing              | Olga Fatkulina                 |
| Heerenveen 2015     | Heather Richardson        | Brittany Bowe             | Nao Kodaira                    |
| Kołomna 2016        | Lee Sang-hwa              | Brittany Bowe             | Zhang Hong                     |
| Gangneung 2017      | Nao Kodaira               | Lee Sang-hwa              | Yu Jing                        |
| Inzell 2019         | Vanessa Bittner           | Nao Kodaira               | Konami Soga                    |
| Salt Lake City 2020 | Nao Kodaira               | Angielina Golikowa        | Olga Fatkulina                 |
| Heerenveen 2021     | Angielina Golikowa        | Femke Kok                 | Olga Fatkulina                 |
| Heerenveen 2023     | Femke Kok                 | Vanessa Herzog            | Jutta Leerdam                  |
| Calgary 2024        | Femke Kok                 | Kim Min-sun               | Kimi Goetz                     |
| Hamar 2025          | Femke Kok                 | Jutta Leerdam             | Kim Min-sun                    |

### 1000 m
| Rok                 | Złoto                     | Srebro                     | Brąz                  |
| Hamar 1996          | Annamarie Thomas          | Chris Witty                | Emese Hunyady         |
| Warszawa 1997       | Marianne Timmer           | Sandra Zwolle              | Franziska Schenk      |
| Calgary 1998        | Chris Witty               | Catriona Le May Doan       | Franziska Schenk      |
| Heerenveen 1999     | Marianne Timmer           | Monique Garbrecht          | Catriona Le May Doan  |
| Nagano 2000         | Monique Garbrecht         | Marianne Timmer            | Chris Witty           |
| Salt Lake City 2001 | Monique Garbrecht-Enfeldt | Sabine Völker              | Catriona Le May Doan  |
| Berlin 2003         | Anni Friesinger           | Jennifer Rodriguez         | Cindy Klassen         |
| Seul 2004           | Anni Friesinger           | Marianne Timmer            | Cindy Klassen         |
| Inzell 2005         | Barbara de Loor           | Anni Friesinger            | Marianne Timmer       |
| Salt Lake City 2007 | Ireen Wüst                | Anni Friesinger            | Christine Nesbitt     |
| Nagano 2008         | Anni Friesinger           | Kristina Groves            | Annette Gerritsen     |
| Richmond 2009       | Christine Nesbitt         | Anni Friesinger            | Margot Boer           |
| Inzell 2011         | Christine Nesbitt         | Ireen Wüst                 | Heather Richardson    |
| Heerenveen 2012     | Christine Nesbitt         | Yu Jing                    | Margot Boer           |
| Soczi 2013          | Olga Fatkulina            | Ireen Wüst                 | Brittany Bowe         |
| Heerenveen 2015     | Brittany Bowe             | Heather Richardson         | Karolína Erbanová     |
| Kołomna 2016        | Jorien ter Mors           | Heather Richardson-Bergsma | Brittany Bowe         |
| Gangneung 2017      | Heather Bergsma           | Nao Kodaira                | Jorien ter Mors       |
| Inzell 2019         | Brittany Bowe             | Vanessa Bittner            | Nao Kodaira           |
| Salt Lake City 2020 | Jutta Leerdam             | Olga Fatkulina             | Miho Takagi           |
| Heerenveen 2021     | Brittany Bowe             | Jutta Leerdam              | Jelizawieta Gołubiewa |
| Heerenveen 2023     | Jutta Leerdam             | Antoinette de Jong         | Miho Takagi           |
| Calgary 2024        | Miho Takagi               | Han Mei                    | Jutta Leerdam         |
| Hamar 2025          | Miho Takagi               | Femke Kok                  | Jutta Leerdam         |

### 1500 m
| Rok                 | Złoto              | Srebro                     | Brąz                  |
| Hamar 1996          | Annamarie Thomas   | Claudia Pechstein          | Sandra Zwolle         |
| Warszawa 1997       | Gunda Niemann      | Anni Friesinger            | Marianne Timmer       |
| Calgary 1998        | Anni Friesinger    | Gunda Niemann-Stirnemann   | Claudia Pechstein     |
| Heerenveen 1999     | Emese Hunyady      | Gunda Niemann-Stirnemann   | Tonny de Jong         |
| Nagano 2000         | Claudia Pechstein  | Anni Friesinger            | Emese Hunyady         |
| Salt Lake City 2001 | Anni Friesinger    | Maki Tabata                | Cindy Klassen         |
| Berlin 2003         | Anni Friesinger    | Maki Tabata                | Jennifer Rodriguez    |
| Seul 2004           | Anni Friesinger    | Cindy Klassen              | Jennifer Rodriguez    |
| Inzell 2005         | Cindy Klassen      | Anni Friesinger            | Jennifer Rodriguez    |
| Salt Lake City 2007 | Ireen Wüst         | Cindy Klassen              | Kristina Groves       |
| Nagano 2008         | Anni Friesinger    | Paulien van Deutekom       | Kristina Groves       |
| Richmond 2009       | Anni Friesinger    | Ireen Wüst                 | Christine Nesbitt     |
| Inzell 2011         | Ireen Wüst         | Diane Valkenburg           | Jorien Voorhuis       |
| Heerenveen 2012     | Christine Nesbitt  | Ireen Wüst                 | Linda de Vries        |
| Soczi 2013          | Ireen Wüst         | Lotte van Beek             | Christine Nesbitt     |
| Heerenveen 2015     | Brittany Bowe      | Ireen Wüst                 | Heather Richardson    |
| Kołomna 2016        | Jorien ter Mors    | Heather Richardson-Bergsma | Brittany Bowe         |
| Gangneung 2017      | Heather Bergsma    | Ireen Wüst                 | Miho Takagi           |
| Inzell 2019         | Ireen Wüst         | Miho Takagi                | Brittany Bowe         |
| Salt Lake City 2020 | Ireen Wüst         | Jewgienija Łalenkowa       | Jelizawieta Kazielina |
| Heerenveen 2021     | Ragne Wiklund      | Brittany Bowe              | Jewgienija Łalenkowa  |
| Heerenveen 2023     | Antoinette de Jong | Ragne Wiklund              | Miho Takagi           |
| Calgary 2024        | Miho Takagi        | Han Mei                    | Joy Beune             |
| Hamar 2025          | Joy Beune          | Antoinette Rijpma-de Jong  | Han Mei               |

### 3000 m
| Rok                 | Złoto                    | Srebro                          | Brąz                   |
| Hamar 1996          | Gunda Niemann            | Claudia Pechstein               | Ludmiła Prokaszowa     |
| Warszawa 1997       | Gunda Niemann            | Anni Friesinger                 | Carla Zijlstra         |
| Calgary 1998        | Gunda Niemann-Stirnemann | Claudia Pechstein               | Anni Friesinger        |
| Heerenveen 1999     | Gunda Niemann-Stirnemann | Tonny de Jong Claudia Pechstein |                        |
| Nagano 2000         | Claudia Pechstein        | Gunda Niemann-Stirnemann        | Maki Tabata            |
| Salt Lake City 2001 | Gunda Niemann-Stirnemann | Anni Friesinger                 | Claudia Pechstein      |
| Berlin 2003         | Anni Friesinger          | Claudia Pechstein               | Gretha Smit            |
| Seul 2004           | Claudia Pechstein        | Anni Friesinger Gretha Smit     |                        |
| Inzell 2005         | Cindy Klassen            | Claudia Pechstein               | Kristina Groves        |
| Salt Lake City 2007 | Martina Sáblíková        | Renate Groenewold               | Cindy Klassen          |
| Nagano 2008         | Kristina Groves          | Paulien van Deutekom            | Daniela Anschütz-Thoms |
| Richmond 2009       | Renate Groenewold        | Martina Sáblíková               | Kristina Groves        |
| Inzell 2011         | Ireen Wüst               | Martina Sáblíková               | Stephanie Beckert      |
| Heerenveen 2012     | Martina Sáblíková        | Stephanie Beckert               | Ireen Wüst             |
| Soczi 2013          | Ireen Wüst               | Martina Sáblíková               | Claudia Pechstein      |
| Heerenveen 2015     | Martina Sáblíková        | Ireen Wüst                      | Marije Joling          |
| Kołomna 2016        | Martina Sáblíková        | Ireen Wüst                      | Antoinette de Jong     |
| Gangneung 2017      | Ireen Wüst               | Martina Sáblíková               | Antoinette de Jong     |
| Inzell 2019         | Martina Sáblíková        | Antoinette de Jong              | Natalja Woronina       |
| Salt Lake City 2020 | Martina Sáblíková        | Carlijn Achtereekte             | Natalja Woronina       |
| Heerenveen 2021     | Antoinette de Jong       | Martina Sáblíková               | Irene Schouten         |
| Heerenveen 2023     | Ragne Wiklund            | Irene Schouten                  | Martina Sáblíková      |
| Calgary 2024        | Irene Schouten           | Isabelle Weidemann              | Martina Sáblíková      |
| Hamar 2025          | Joy Beune                | Martina Sáblíková               | Merel Conijn           |

### 5000 m
| Rok                 | Złoto                    | Srebro              | Brąz                  |
| Hamar 1996          | Claudia Pechstein        | Carla Zijlstra      | Elena Belci-Dal Farra |
| Warszawa 1997       | Gunda Niemann            | Carla Zijlstra      | Claudia Pechstein     |
| Calgary 1998        | Gunda Niemann-Stirnemann | Claudia Pechstein   | Carla Zijlstra        |
| Heerenveen 1999     | Gunda Niemann-Stirnemann | Claudia Pechstein   | Tonny de Jong         |
| Nagano 2000         | Gunda Niemann-Stirnemann | Claudia Pechstein   | Tonny de Jong         |
| Salt Lake City 2001 | Gunda Niemann-Stirnemann | Claudia Pechstein   | Maki Tabata           |
| Berlin 2003         | Claudia Pechstein        | Clara Hughes        | Gretha Smit           |
| Seul 2004           | Clara Hughes             | Gretha Smit         | Claudia Pechstein     |
| Inzell 2005         | Anni Friesinger          | Claudia Pechstein   | Clara Hughes          |
| Salt Lake City 2007 | Martina Sáblíková        | Claudia Pechstein   | Kristina Groves       |
| Nagano 2008         | Martina Sáblíková        | Clara Hughes        | Kristina Groves       |
| Richmond 2009       | Martina Sáblíková        | Clara Hughes        | Kristina Groves       |
| Inzell 2011         | Martina Sáblíková        | Stephanie Beckert   | Claudia Pechstein     |
| Heerenveen 2012     | Martina Sáblíková        | Stephanie Beckert   | Claudia Pechstein     |
| Soczi 2013          | Martina Sáblíková        | Ireen Wüst          | Claudia Pechstein     |
| Heerenveen 2015     | Martina Sáblíková        | Carlijn Achtereekte | Claudia Pechstein     |
| Kołomna 2016        | Martina Sáblíková        | Carien Kleibeuker   | Irene Schouten        |
| Gangneung 2017      | Martina Sáblíková        | Claudia Pechstein   | Ivanie Blondin        |
| Inzell 2019         | Martina Sáblíková        | Esmee Visser        | Natalja Woronina      |
| Salt Lake City 2020 | Natalja Woronina         | Martina Sáblíková   | Esmee Visser          |
| Heerenveen 2021     | Irene Schouten           | Natalja Woronina    | Carlijn Achtereekte   |
| Heerenveen 2023     | Irene Schouten           | Ragne Wiklund       | Martina Sáblíková     |
| Calgary 2024        | Joy Beune                | Irene Schouten      | Martina Sáblíková     |
| Hamar 2025          | Francesca Lollobrigida   | Ragne Wiklund       | Merel Conijn          |

### Start masowy
| Rok                 | Złoto              | Srebro         | Brąz                   |
| Heerenveen 2015     | Irene Schouten     | Ivanie Blondin | Mariska Huisman        |
| Kołomna 2016        | Ivanie Blondin     | Kim Bo-reum    | Miho Takagi            |
| Gangneung 2017      | Kim Bo-reum        | Nana Takagi    | Heather Bergsma        |
| Inzell 2019         | Irene Schouten     | Ivanie Blondin | Jelizawieta Kazielina  |
| Salt Lake City 2020 | Ivanie Blondin     | Kim Bo-reum    | Irene Schouten         |
| Heerenveen 2021     | Marijke Groenewoud | Ivanie Blondin | Irene Schouten         |
| Heerenveen 2023     | Marijke Groenewoud | Ivanie Blondin | Irene Schouten         |
| Calgary 2024        | Irene Schouten     | Ivanie Blondin | Marijke Groenewoud     |
| Hamar 2025          | Marijke Groenewoud | Ivanie Blondin | Francesca Lollobrigida |

### Bieg drużynowy
| Rok                 | Złoto                                                                 | Srebro                                                                   | Brąz                                                                     |
| Inzell 2005         | Niemcy · Daniela Anschütz-Thoms · Anni Friesinger · Sabine Völker     | Kanada · Kristina Groves · Clara Hughes · Cindy Klassen                  | Japonia · Eriko Ishino · Nami Nemoto · Maki Tabata                       |
| Salt Lake City 2007 | Kanada · Kristina Groves · Christine Nesbitt · Shannon Rempel         | Holandia · Paulien van Deutekom · Renate Groenewold · Ireen Wüst         | Niemcy · Daniela Anschütz-Thoms · Lucille Opitz · Claudia Pechstein      |
| Nagano 2008         | Holandia · Paulien van Deutekom · Renate Groenewold · Ireen Wüst      | Kanada · Kristina Groves · Christine Nesbitt · Brittany Schussler        | Niemcy · Daniela Anschütz-Thoms · Lucille Opitz · Claudia Pechstein      |
| Richmond 2009       | Kanada · Kristina Groves · Christine Nesbitt · Brittany Schussler     | Holandia · Renate Groenewold · Jorien Voorhuis · Ireen Wüst              | Japonia · Masako Hozumi · Hiromi Otsu · Maki Tabata                      |
| Inzell 2011         | Kanada · Cindy Klassen · Christine Nesbitt · Brittany Schussler       | Holandia · Marrit Leenstra · Diane Valkenburg · Ireen Wüst               | Niemcy · Stephanie Beckert · Isabell Ost · Claudia Pechstein             |
| Heerenveen 2012     | Holandia · Diane Valkenburg · Linda de Vries · Ireen Wüst             | Kanada · Kristina Groves · Christine Nesbitt · Brittany Schussler        | Polska · Natalia Czerwonka · Katarzyna Woźniak · Luiza Złotkowska        |
| Soczi 2013          | Holandia · Marrit Leenstra · Diane Valkenburg · Ireen Wüst            | Polska · Katarzyna Bachleda-Curuś · Natalia Czerwonka · Luiza Złotkowska | Korea Południowa · Kim Bo-reum · Noh Seon-yeong · Park Do-yeong          |
| Heerenveen 2015     | Japonia · Nana Takagi · Miho Takagi · Ayaka Kikuchi                   | Holandia · Marije Joling · Ireen Wüst · Marrit Leenstra                  | Rosja · Olga Graf · Natalja Woronina · Julija Skokowa                    |
| Kołomna 2016        | Holandia · Antoinette de Jong · Marrit Leenstra · Ireen Wüst          | Japonia · Misaki Oshigiri · Miho Takagi · Nana Takagi                    | Rosja · Olga Graf · Jelizawieta Kazelina · Natalja Woronina              |
| Gangneung 2017      | Holandia · Antoinette de Jong · Marrit Leenstra · Ireen Wüst          | Japonia · Misaki Oshigiri · Miho Takagi · Nana Takagi                    | Rosja · Olga Graf · Jekatierina Szychowa · Natalja Woronina              |
| Inzell 2019         | Japonia · Ayano Satō · Miho Takagi · Nana Takagi                      | Holandia · Joy Beune · Antoinette de Jong · Ireen Wüst                   | Rosja · Jelizawieta Kazielina · Jewgienija Dmitrijewa · Natalja Woronina |
| Salt Lake City 2020 | Japonia · Ayano Satō · Miho Takagi · Nana Takagi                      | Holandia · Antoinette de Jong · Melissa Wijfje · Ireen Wüst              | Kanada · Ivanie Blondin · Valérie Maltais · Isabelle Weidemann           |
| Heerenveen 2021     | Holandia · Antoinette de Jong · Irene Schouten · Ireen Wüst           | Kanada · Ivanie Blondin · Valérie Maltais · Isabelle Weidemann           | Rosja · Jelizawieta Gołubiewa · Jewgienija Łalenkowa · Natalja Woronina  |
| Heerenveen 2023     | Kanada · Ivanie Blondin · Valérie Maltais · Isabelle Weidemann        | Japonia · Momoka Horikawa · Sumire Kikuchi · Ayano Satō                  | Stany Zjednoczone · Giorgia Birkeland · Brittany Bowe · Mia Kilburg      |
| Calgary 2024        | Holandia · Joy Beune · Irene Schouten · Marijke Groenewoud            | Kanada · Valérie Maltais · Ivanie Blondin · Isabelle Weidemann           | Japonia · Momoka Horikawa · Ayano Satō · Miho Takagi                     |
| Hamar 2025          | Holandia · Joy Beune · Antoinette Rijpma-de Jong · Marijke Groenewoud | Japonia · Miho Takagi · Momoka Horikawa · Ayano Satō                     | Kanada · Ivanie Blondin · Valérie Maltais · Isabelle Weidemann           |

### Sprint drużynowy
| Rok                 | Złoto                                                          | Srebro                                                           | Brąz                                                            |
| Inzell 2019         | Holandia · Letitia de Jong · Jutta Leerdam · Janine Smit       | Kanada · Kali Christ · Kaylin Irvine · Heather McLean            | Rosja · Olga Fatkulina · Angielina Golikowa · Darja Kaczanowa   |
| Salt Lake City 2020 | Holandia · Letitia de Jong · Femke Kok · Jutta Leerdam         | Rosja · Olga Fatkulina · Angielina Golikowa · Darja Kaczanowa    | Polska · Natalia Czerwonka · Andżelika Wójcik · Kaja Ziomek     |
| Heerenveen 2023     | Kanada · Ivanie Blondin · Carolina Hiller · Brooklyn McDougall | Stany Zjednoczone · McKenzie Browne · Kimi Goetz · Erin Jackson  | Chiny · Jin Jingzhu · Li Qishi · Zhang Lina                     |
| Calgary 2024        | Kanada · Ivanie Blondin · Carolina Hiller · Maddison Pearman   | Stany Zjednoczone · Brittany Bowe · Erin Jackson · Sarah Warren  | Polska · Karolina Bosiek · Andżelika Wójcik · Iga Wojtasik      |
| Hamar 2025          | Holandia · Jutta Leerdam · Suzanne Schulting · Angel Daleman   | Kanada · Brooklyn McDougall · Béatrice Lamarche · Ivanie Blondin | Polska · Karolina Bosiek · Andżelika Wójcik · Kaja Ziomek-Nogal |

## Tabela medalowa
Stan po MŚ 2025.
| Miejsce | Państwo                     | Złoto | Srebro | Brąz | Razem |
| 1       | Holandia                    | 47    | 41     | 38   | 126   |
| 2       | Niemcy                      | 36    | 32     | 18   | 86    |
| 3       | Kanada                      | 19    | 21     | 21   | 61    |
| 4       | Czechy                      | 16    | 7      | 5    | 28    |
| 5       | Japonia                     | 8     | 11     | 17   | 36    |
| 6       | Stany Zjednoczone           | 8     | 10     | 13   | 31    |
| 7       | Korea Południowa            | 4     | 5      | 4    | 13    |
| 8       | Chiny                       | 3     | 10     | 6    | 19    |
| 9       | Rosja                       | 3     | 7      | 13   | 23    |
| 10      | Norwegia                    | 2     | 3      | 0    | 5     |
| 11      | Austria                     | 2     | 2      | 2    | 6     |
| 12      | Rosyjski Związek Łyżwiarski | 1     | 1      | 4    | 6     |
| 13      | Włochy                      | 1     | 0      | 2    | 3     |
| 14      | Polska                      | 0     | 1      | 4    | 5     |
| 15      | Białoruś                    | 0     | 1      | 1    | 2     |
| 16      | Kazachstan                  | 0     | 0      | 1    | 1     |